# Estadio Hernán Ramírez Villegas
El estadio Hernán Ramírez Villegas es un escenario deportivo para la práctica del fútbol localizado en Pereira, capital del departamento de Risaralda, Colombia. En este escenario juega sus partidos como local el equipo Deportivo Pereira de la Categoría Primera A. Cuenta con capacidad de 30 297 espectadores.

## Localización e infraestructura
El estadio está ubicado en el sector de La Villa olímpica, en el occidente de la capital risaraldense.
La obra original se terminó en 1971. La obra contó con los servicios del arquitecto Hernán Ramírez Villegas, mientras que el diseño y los cálculos estructurales fueron del ingeniero Guillermo González Zuleta.
El evento de inauguración del escenario deportivo fue el 1 y 2 de mayo de 1971, con un cuadrangular con el Deportivo Pereira, Once Caldas, Sporting Cristal del Perú y Emelec de Ecuador. El partido inaugural fue un empate 2-2 entre el equipo local y el peruano.
El estadio cuenta con capacidad para 30 247 espectadores posee 4 localidades principales (norte, sur, oriental y occidental) teniendo las 2 últimas doble bandeja, las tribunas cuentan con cubierta en un 90%, 30 puertas de acceso, 2 pantallas digitales ubicadas en las localidades sur y norte e iluminación.
El escenario cuenta con salas vip, salas de prensa, cabinas de transmisión, camerinos para jugadores, árbitros y recoge bolas etc.

## Remodelación
El 27 de mayo de 2008 la FIFA le otorgó a Colombia la sede de la Copa Mundial de Fútbol Sub-20. Pereira fue una de las 8 ciudades elegidas para ser sedes del importante evento, siendo el estadio Hernán Ramírez Villegas el principal escenario de fútbol de la ciudad, este debía ser remodelado casi en su totalidad debido a que presentaba un deterioro evidente y características que no cumplían con un evento de esta magnitud. Fue por esta razón que se tomó la iniciativa encabezada por el alcalde de la ciudad Israel Londoño de remodelar el estadio.
Fueron dos pereiranos los encargados de concebir la nueva cara del estadio de Pereira. Una unión temporal entre el arquitecto Juan Carlos Rodríguez y el ingeniero Fernando Escalente, sirvió para diseñar el proyecto que tuvo el visto bueno de la Alcaldía y de los delegados de la FIFA. La gerencia de la obra fue llevada a cabo por el Ingeniero Álvaro Daniel García Muñoz.
Se invirtieron 30 mil millones de pesos en el escenario, 10 mil fueron aportes de la Alcaldía de Pereira, 4900 de la Gobernación de Risaralda y los 15 mil restantes los puso la nación.
La remodelación tuvo los siguientes aspectos:
- Cubierta en el 90% de las tribunas
- Segunda bandeja en la tribuna oriental
- Camerino para jugadores
- Camerino para árbitros
- Camerino para recoge bolas
- Silletería en todas las localidades
- 10 salas de transmisión
- Sala de prensa
- Palcos en las tribunas occidental y oriental
- Palco vip en la tribuna occidental
- Nuevo sistema sanitario
- Nueva iluminación. 1800 lux/m2
- Nuevo cercamiento del estadio
- Nuevo sistema de protección solar y control de temperatura[5]

## Eventos

### Campeonato Sudamericano Sub-20 de 1987
| Fecha                | Fase       | Equipo    |                      | Resultado |                      | Equipo    | Espectadores |
| -------------------- | ---------- | --------- | -------------------- | --------- | -------------------- | --------- | ------------ |
| 23 de enero de 1987  | Grupo A    | Brasil    | Bandera de Brasil    | 2 - 0     | Bandera de Ecuador   | Ecuador   | s/d          |
| 26 de enero de 1987  | Grupo A    | Argentina | Bandera de Argentina | 0 - 0     | Bandera de Ecuador   | Ecuador   | s/d          |
| 25 de enero de 1987  | Grupo B    | Colombia  | Bandera de Colombia  | 0 - 1     | Bandera de Uruguay   | Uruguay   | s/d          |
| 29 de enero de 1987  | Grupo B    | Colombia  | Bandera de Colombia  | 5 - 0     | Bandera de Bolivia   | Bolivia   | s/d          |
| 31 de enero de 1987  | Grupo B    | Colombia  | Bandera de Colombia  | 0 - 1     | Bandera de Paraguay  | Paraguay  | s/d          |
| 4 de febrero de 1987 | Fase final | Colombia  | Bandera de Colombia  | 2 - 0     | Bandera de Argentina | Argentina | s/d          |
| 4 de febrero de 1987 | Fase final | Uruguay   | Bandera de Uruguay   | 1 - 1     | Bandera de Brasil    | Brasil    | s/d          |
| 8 de febrero de 1987 | Fase final | Argentina | Bandera de Argentina | 4 - 2     | Bandera de Uruguay   | Uruguay   | s/d          |
| 8 de febrero de 1987 | Fase final | Colombia  | Bandera de Colombia  | 0 - 0     | Bandera de Brasil    | Brasil    | s/d          |

### Copa América 2001
| Fecha               | Fase             | Equipo |                   | Resultado |                    | Equipo  | Espectadores |
| ------------------- | ---------------- | ------ | ----------------- | --------- | ------------------ | ------- | ------------ |
| 22 de julio de 2001 | Cuartos de final | Chile  | Bandera de Chile  | 0 - 2     | Bandera de México  | México  | 16 053       |
| 25 de julio de 2001 | Semifinales      | México | Bandera de México | 2 - 1     | Bandera de Uruguay | Uruguay | 31 964       |

### Copa Libertadores 2002
| Fecha                 | Fase           | Equipo   |                     | Resultado |    | Equipo      | Espectadores |
| --------------------- | -------------- | -------- | ------------------- | --------- | -- | ----------- | ------------ |
| 20 de febrero de 2002 | Fase de grupos | Cortuluá | Bandera de Colombia | 0-2       | \| | América     | 16053        |
| 12 de marzo de 2002   | Fase de grupos | Cortuluá | Bandera de Colombia | 4-2       | \| | Talleres    | 16053        |
| 21 de marzo de 2002   | Fase de grupos | Cortuluá | Bandera de Colombia | 2-5       | \| | River Plate | 16053        |

### Campeonato Sudamericano Sub-20 de 2005
| Fecha               | Fase       | Equipo    |                      | Resultado |                      | Equipo    | Espectadores |
| ------------------- | ---------- | --------- | -------------------- | --------- | -------------------- | --------- | ------------ |
| 14 de enero de 2005 | Grupo B    | Uruguay   | Bandera de Uruguay   | 0 - 0     | Bandera de Paraguay  | Paraguay  | s/d          |
| 14 de enero de 2005 | Grupo B    | Brasil    | Bandera de Brasil    | 5 - 0     | Bandera de Ecuador   | Ecuador   | s/d          |
| 16 de enero de 2005 | Grupo B    | Brasil    | Bandera de Brasil    | 1 - 1     | Bandera de Paraguay  | Paraguay  | s/d          |
| 16 de enero de 2005 | Grupo B    | Uruguay   | Bandera de Uruguay   | 0 - 0     | Bandera de Chile     | Chile     | s/d          |
| 19 de enero de 2005 | Grupo A    | Perú      | Bandera de Perú      | 1 - 1     | Bandera de Bolivia   | Bolivia   | s/d          |
| 19 de enero de 2005 | Grupo A    | Colombia  | Bandera de Colombia  | 2 - 0     | Bandera de Venezuela | Venezuela | s/d          |
| 22 de enero de 2005 | Grupo B    | Chile     | Bandera de Chile     | 5 - 1     | Bandera de Ecuador   | Ecuador   | s/d          |
| 22 de enero de 2005 | Grupo B    | Uruguay   | Bandera de Uruguay   | 0 - 0     | Bandera de Brasil    | Brasil    | s/d          |
| 25 de enero de 2005 | Fase final | Uruguay   | Bandera de Uruguay   | 2 - 4     | Bandera de Brasil    | Brasil    | s/d          |
| 27 de enero de 2005 | Fase final | Brasil    | Bandera de Brasil    | 1 - 0     | Bandera de Venezuela | Venezuela | s/d          |
| 30 de enero de 2005 | Fase final | Argentina | Bandera de Argentina | 0 - 0     | Bandera de Uruguay   | Uruguay   | s/d          |
| 30 de enero de 2005 | Fase final | Colombia  | Bandera de Colombia  | 1 - 0     | Bandera de Brasil    | Brasil    | s/d          |

### Copa Mundial de Fútbol Sub-20 de 2011
El Estadio Monumental Hernán Ramírez Villegas albergó cinco partidos de dicha competición mundial, entre los días 6 de agosto y 17 de agosto: uno por el Grupo C, uno del Grupo D, uno de los octavos de final. uno de cuartos y una semifinal.
| Fecha                | Fase             | Equipo         |                           | Resultado |                       | Equipo     | Espectadores                                                               |
| -------------------- | ---------------- | -------------- | ------------------------- | --------- | --------------------- | ---------- | -------------------------------------------------------------------------- |
| 6 de agosto de 2011  | Grupo C          | Ecuador        | Bandera de Ecuador        | 3 - 0     | Bandera de Costa Rica | Costa Rica | 13 714 Reporte Archivado el 16 de octubre de 2011 en Wayback Machine.      |
| 6 de agosto de 2011  | Grupo D          | Arabia Saudita | Bandera de Arabia Saudita | 0 - 2     | Bandera de Nigeria    | Nigeria    | 13 714 Reporte Archivado el 16 de octubre de 2011 en Wayback Machine.      |
| 9 de agosto de 2011  | Octavos de final | Camerún        | Bandera de Camerún        | 1 - 1     | Bandera de México     | México     | 21 744 Reporte Archivado el 16 de octubre de 2011 en Wayback Machine.      |
| 14 de agosto de 2011 | Cuartos de final | Brasil         | Bandera de Brasil         | 2 - 2     | Bandera de España     | España     | 29 318 Informe FIFA Archivado el 16 de octubre de 2011 en Wayback Machine. |
| 17 de agosto de 2011 | Semifinales      | Brasil         | Bandera de Brasil         | 2 - 0     | Bandera de México     | México     | 29 812 Informe FIFA Archivado el 16 de octubre de 2011 en Wayback Machine. |

### Copa Sudamericana de 2014
| Fecha                | Fase         | Equipo          |                     | Resultado |                    | Equipo            | Espectadores |
| -------------------- | ------------ | --------------- | ------------------- | --------- | ------------------ | ----------------- | ------------ |
| 19 de agosto de 2014 | Primera Fase | Águilas Pereira | Bandera de Colombia | 1-1       | Bandera de Ecuador | Club Sport Emelec | 5000         |

### Torneo Preolímpico Sudamericano Sub-23 de 2020
El Estadio Hernán Ramírez Villegas albergará diez partidos de la primera fase de dicha competición, que se realizará entre los días 18 de enero y 20 de febrero para definir a los dos equipos de Conmebol que participarán en los Juegos Olímpicos de Tokio 2020.
| Fecha               | Fase    | Equipo    |                      | Resultado |                      | Equipo    | Espectadores |
| ------------------- | ------- | --------- | -------------------- | --------- | -------------------- | --------- | ------------ |
| 18 de enero de 2020 | Grupo A | Ecuador   | Bandera de Ecuador   | 0 - 3     | Bandera de Chile     | Chile     | 21 660       |
| 18 de enero de 2020 | Grupo A | Colombia  | Bandera de Colombia  | 1 - 2     | Bandera de Argentina | Argentina | 30 200       |
| 22 de enero de 2020 | Grupo B | Paraguay  | Bandera de Paraguay  | 2 - 0     | Bandera de Bolivia   | Bolivia   | 2 052        |
| 22 de enero de 2020 | Grupo B | Brasil    | Bandera de Brasil    | 3 - 1     | Bandera de Uruguay   | Uruguay   | 6 100        |
| 24 de enero de 2020 | Grupo A | Venezuela | Bandera de Venezuela | 1 - 0     | Bandera de Ecuador   | Ecuador   | 7 282        |
| 24 de enero de 2020 | Grupo A | Chile     | Bandera de Chile     | 0 - 2     | Bandera de Argentina | Argentina | 9 000        |
| 27 de enero de 2020 | Grupo A | Argentina | Bandera de Argentina | 1 - 0     | Bandera de Ecuador   | Ecuador   | 18 100       |
| 27 de enero de 2020 | Grupo A | Colombia  | Bandera de Colombia  | 2 - 1     | Bandera de Venezuela | Venezuela | 30 162       |
| 30 de enero de 2020 | Grupo A | Venezuela | Bandera de Venezuela | 1 - 4     | Bandera de Argentina | Argentina | 20 418       |
| 30 de enero de 2020 | Grupo A | Colombia  | Bandera de Colombia  | 0 - 0     | Bandera de Chile     | Chile     | 30 100       |

### Copa Libertadores 2023
| Fecha                | Fase             | Equipo            |                     | Resultado |                      | Equipo                  | Espectadores |
| -------------------- | ---------------- | ----------------- | ------------------- | --------- | -------------------- | ----------------------- | ------------ |
| 5 de abril de 2023   | Fase de grupos   | Deportivo Pereira | Bandera de Colombia | 1 - 1     | Bandera de Chile     | Colo Colo               | 22933        |
| 4 de mayo de 2023    | Fase de grupos   | Deportivo Pereira | Bandera de Colombia | 2 - 1     | Bandera de Venezuela | Monagas                 | 15399        |
| 24 de mayo de 2023   | Fase de grupos   | Deportivo Pereira | Bandera de Colombia | 1 - 0     | Bandera de Argentina | Boca Juniors            | 30297        |
| 2 de agosto de 2023  | Octavos de final | Deportivo Pereira | Bandera de Colombia | 1-0       | Bandera de Ecuador   | Independiente del Valle | 27929        |
| 23 de agosto de 2023 | Cuartos de final | Deportivo Pereira | Bandera de Colombia | 0-4       | Bandera de Brasil    | Palmeiras               | 30297        |